# Cividade de Bagunte
Die Cividade de Bagunte ist eine der größten eisenzeitlichen-römischen Höhensiedlungen der Castrokultur im Nordwesten Portugals.

## Lage
Die stark befestigte Siedlung liegt auf der Kuppe des etwa 200 m hohen Monte da Soledade im Nordosten des Kreises (Concelho) Vila do Conde in der namengebenden Gemeinde (Freguesia) Bagunte im Distrikt Porto.
Umgeben von einer Reihe kleinerer, gleichzeitiger Siedlungen dominiert die Siedlung die durch die Flüsse Ave und Este markierte Landschaft.

## Geschichte
Anhand der Funde lässt sich eine annähernd 800-jährige Besiedlung des Platzes vom 4. vorchristlichen Jahrhundert bis ins 4. Jahrhundert n. Chr. wahrscheinlich machen. Eine größere Umgestaltung des Siedlungsbildes erfolgte in flavischer Zeit in der zweiten Hälfte des 1. Jahrhunderts n. Chr.
Mit einer Ausdehnung von etwa 50 ha ist Bagunte fast doppelt so groß wie die bekannten Siedlungen Briteiros und Sanfins und wird, wie andere große Siedlung dieser Zeitstellung, von einer Reihe kleinerer, gleichzeitiger Siedlungen umgeben.
Inwieweit der Siedlung damit tatsächlich eine zentralörtliche Funktion in der Eisenzeit zukam, ist letztlich aus dem rein archäologischen Befund nicht sicher abzuleiten.

### Forschung
Erste Nachrichten erwähnen das Castro bereits im Mittelalter, doch folgten genauere Beschreibungen der Siedlung erst 1899 durch Martins Sarmento. Die wichtigsten Grabungskampagnen wurden in den Jahren 1944–1947 durch Fernando Russel Cortez durchgeführt. Ungeachtet der schon früh erkannten Bedeutung des Fundplatzes wurden diese in den folgenden Jahren beziehungsweise Jahrzehnten aber nicht fortgesetzt.
Intensive Waldwirtschaft und die Nutzung des Areals zur Steingewinnung schädigten die archäologischen Befunde in den folgenden Jahrzehnten nachhaltig. Erst seit Mitte der 1990er Jahre wurden die Grabungen und Konservierungsmaßnahmen vornehmlich im Bereich der Akropolis wieder aufgenommen; darüber hinaus gibt es erste Ansätze, diese wichtige Siedlung für die Öffentlichkeit zu erschließen.
Die Siedlungsfläche wurde unter den Namen Castro de Bagunte bereits 1910 als Monumento Nacional eingetragen und geschützt; aktuell ist die Erweiterung der Schutzfläche auf 50 ha beantragt.

### Befunde
Im Laufe der verschiedenen Grabungen wurden auf gut 2 ha die Reste von etwa 800 vorrömischen und römischen Gebäuden mit den für die Castrokultur typischen runden und langrechteckigen Grundrissen aufgedeckt. Teilweise verfügten die Gebäude über einen halbrunden Vorraum, häufig konnte auch eine Pflasterung der Böden beobachtet werden. Aufgrund der Schädigung der Fundstelle ist allerdings nur noch ein Teil der Gebäude erhalten.
Aktuell unterscheidet man die vier Bereiche A–D (Quarteirão/Bairro), die durch gepflasterte Straßen voneinander getrennt sind. Innerhalb der einzelnen Bereiche werden bis zu fünf Wohnkomplexe (Núcleo) unterschieden, die über einen längeren Zeitraum besiedelt waren. Die Zuordnung von Grundrissen, Türöffnungen und Höfen der einzelnen Gebäude innerhalb der Wohnkomplexe erlaubt es zum Teil, eine relativchronologische Baufolge zu erkennen, die den generellen Wandel von runden zu rechteckigen Grundrissen zeigt.
Geschützt wurde die Siedlung durch drei weitläufige Mauerringe mit vorgelagerten Gräben.

### Funde
Unter den Funden ragt ein Set von fünf silbernen Torques heraus. Einer ist als Armring, die vier übrigen sind als Halsschmuck gearbeitet. Neben Glas, Glasperlen, einem Ring, einem Messer und Tiegeln wurde vor allem zahlreiche vorrömische und römische Keramik, darunter auch Importe aus anderen Teilen des römischen Reichs, gefunden.
Vor allem die Funde der Grabungen der 40er Jahre werden im Museu de Antropologia da Universidade do Porto aufbewahrt.